# Віденська літературна угода
Віденська літературна угода (сербохорв. Bečki književni dogovor, Бечки књижевни договор) — документ, який підписали в березні 1850 року письменники з Хорватії, Сербії та Словенії, і в якому вони визначили рамки, в яких їхні літератури можуть бути об'єднаними для створення стандартизованої сербохорватської мови. Угода визнавала спільність південнослов'янських діалектів і перераховувала базовий набір спільних граматичних правил.
Серед підписантів були сербський мовознавець і фольклорист Вук Караджич, його близький послідовник Джуро Данічич; найвидатніший славіст того періоду, словенець Франьо Міклошич, а також хорватські науковці та письменники Іван Кукулєвич Сакцинський, Дімітрія Деметер, Іван Мажуранич, Вінко Пацел та Стєпан Пеякович. 
Було узгоджено загальні напрямки задуманого розвитку спільної літературної мови для хорватів і сербів; вони відповідали основним лінгвістичним і орфографічним ідеям Караджича і частково відповідали фундаментальній хорватській новоштокавській доіллірійській літературній мові. Латинське письмо Людевіта Ґая та кириличне письмо Караджича було приріняно до однозначної відповідності, і обидва було оголошено рівними.